# Xylocopa lucbanensis
Xylocopa lucbanensis là một loài Hymenoptera trong họ Apidae. Loài này được Cockerell mô tả khoa học năm 1927.